# Agente general de Preces a Roma
El agente general de Preces a Roma fue el miembro de una agencia creada para dirigir a Roma las preces recibidas de los Prelados y devolverles las bulas recibidas. 
Hasta el último tercio del siglo XVIII, acudían los fieles a Roma en solicitud de dispensas, indultos y otras gracias apostólicas por conducto de agentes particulares, ignorantes muchos y no todos de crédito y probidad. Resultaban de aquí gravísimos inconvenientes: los gastos eran muy crecidos, y como no todos podían aspirar a cubrirlos, excusaban las dispensas, con perjuicio unas veces de su conciencia y otras de su porvenir y estado; frecuentemente se entablaban las solicitudes sin guardar las fórmulas establecidas y a la pérdida del tiempo, se agregaba el aumento de los gastos. Sucedía, por último, que muchos de los Breves eran falsos, fraude que llegaba a descubrirse con los resultados que son de presumir, más tarde o más temprano.
El ilustrado gobierno de Carlos III, quiso poner remedio a estos males, resolviendo en 30 de noviembre de 1778 que se suspendiese acudir a Roma en derechura por los medios hasta entonces usados en solicitud de dispensas, indultos y otras gracias. Se llevarían, en su lugar, las solicitudes a los Diocesanos y Prelados de jurisdicción vere nullius o a las personas de confianza nombradas al efecto por los mismos, para que las remitiesen con su dictamen al ministerio de Estado, en inteligencia de que una vez obtenidas las dispensas, se devolverían a los prelados respectivos a fin de que las entregasen a los impetrantes y estos hicieran el debido uso. Al propio tiempo para evitar el retardo de los Breves, asegurar su legitimidad, y disminuir su coste se creó una Agencia general de Preces, encargada, bajo la inmediata dependencia del ministerio de Estado, de remitir a Roma en nombre de este las que le dirigieran los Prelados y devolver las bulas a los mismos para su entrega a los interesados, previo el exequatur del Consejo de Castilla, en las que, con arreglo a las leyes, hubieren menester de este requisito. Al verificar la remesa de las Preces, se debían librar las sumas que se hubiesen de satisfacer por ellas en la curia romana. De esta manera quedó establecida la Agencia general, más bien como una dependencia del ministerio referido, que como una oficina o negociado especial.
Para reducir y fijar los crecidos y arbitrarios derechos que se pagaban en Roma por la expedición de gracias apostólicas, se celebró por aquel tiempo un concordato, quedando establecidas de sus resultas las sumas que se tenían que satisfacer por cada una. Se hallan estas, en la instrucción que el ministro Plenipotenciario José Nicolás de Azara, remitió en 5 de julio de 1781, que contiene
- una tarifa formada y canjeada ministerialmente del coste fijo de las dispensas más frecuentes
- una adición de varias que no lo son tanto y pueden servir de gobierno para otras de igual clase
- una noticia muy circunstanciada sobre los impedimentos más comunes para contraer matrimonio y causas admitidas para dispensarlos, según práctica constante de la Dataría apostólica.

La Agencia general creada por Carlos III, quedó suprimida en virtud de un decreto de 7 de junio de 1857, y se trasmitieron todas sus funciones a la Pagaduría del ministerio de Estado.